# Peugeot Partner
Der Peugeot Partner ist ein Pkw-Modell des französischen Automobilherstellers Peugeot.

## Partner/PartnerOrigin(1996–2009)
Der Partner wurde als Hochdachkombi oder Kastenwagen hergestellt und ist baugleich mit dem Citroën Berlingo. Unterschiede zwischen den beiden Fahrzeugen bestehen hinsichtlich des Designs der Polster und der Auswahl- und Kombinationsmöglichkeiten bei den Sonderausstattungen. Die Neuvorstellung gewann 1997 gemeinsam mit dem Citroën Berlingo den Titel Van of the Year. In Italien wurde der Peugeot Partner unter der Bezeichnung Peugeot Ranch verkauft.
Als Motorisierungen stehen Reihenvierzylinder-Motoren mit 44 bis 80 kW (Benzin) bzw. 50 bis 66 kW (Diesel) zur Verfügung. Der Kofferraum ist mit 624 Litern außerordentlich großzügig bemessen.

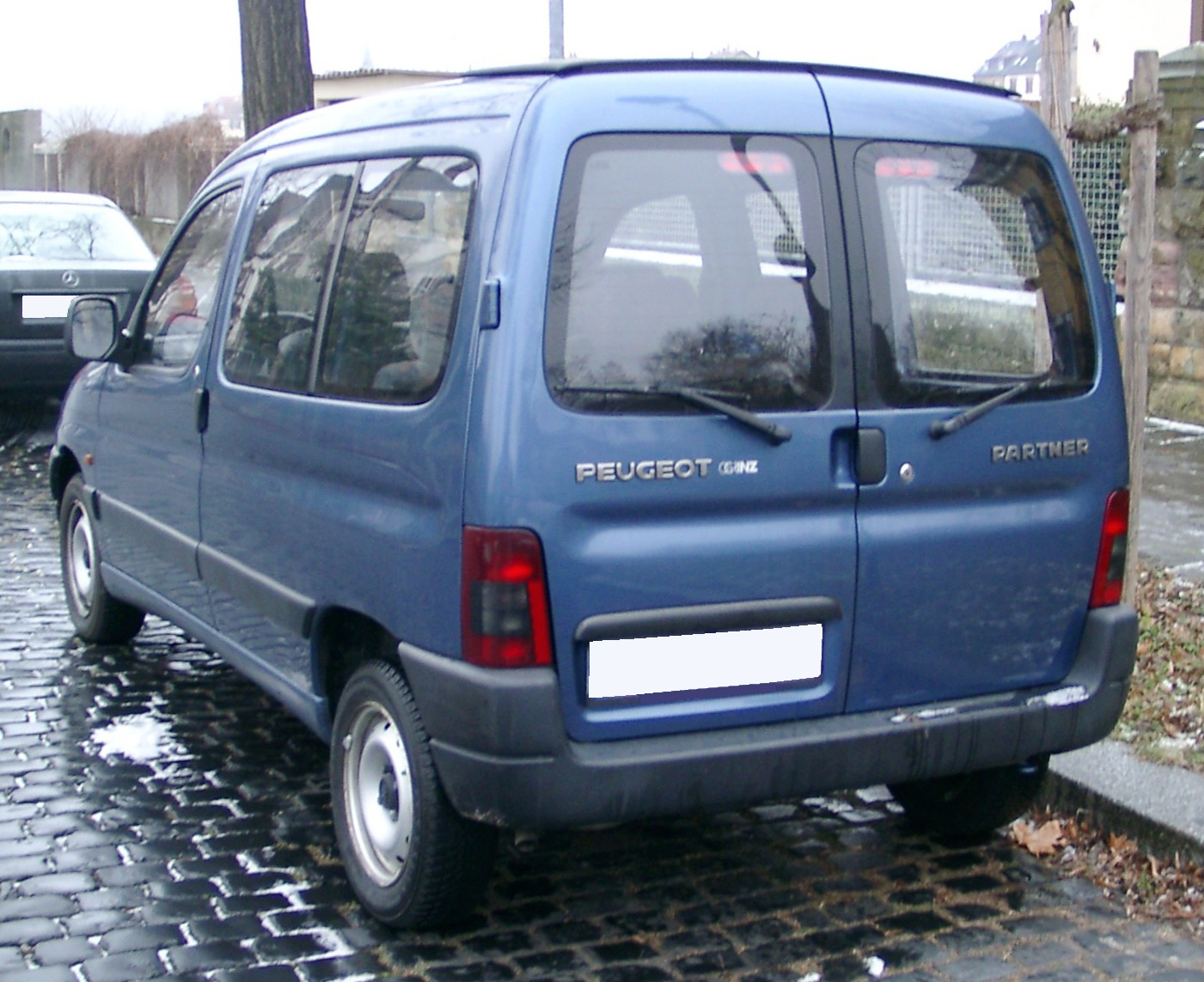
Heckansicht
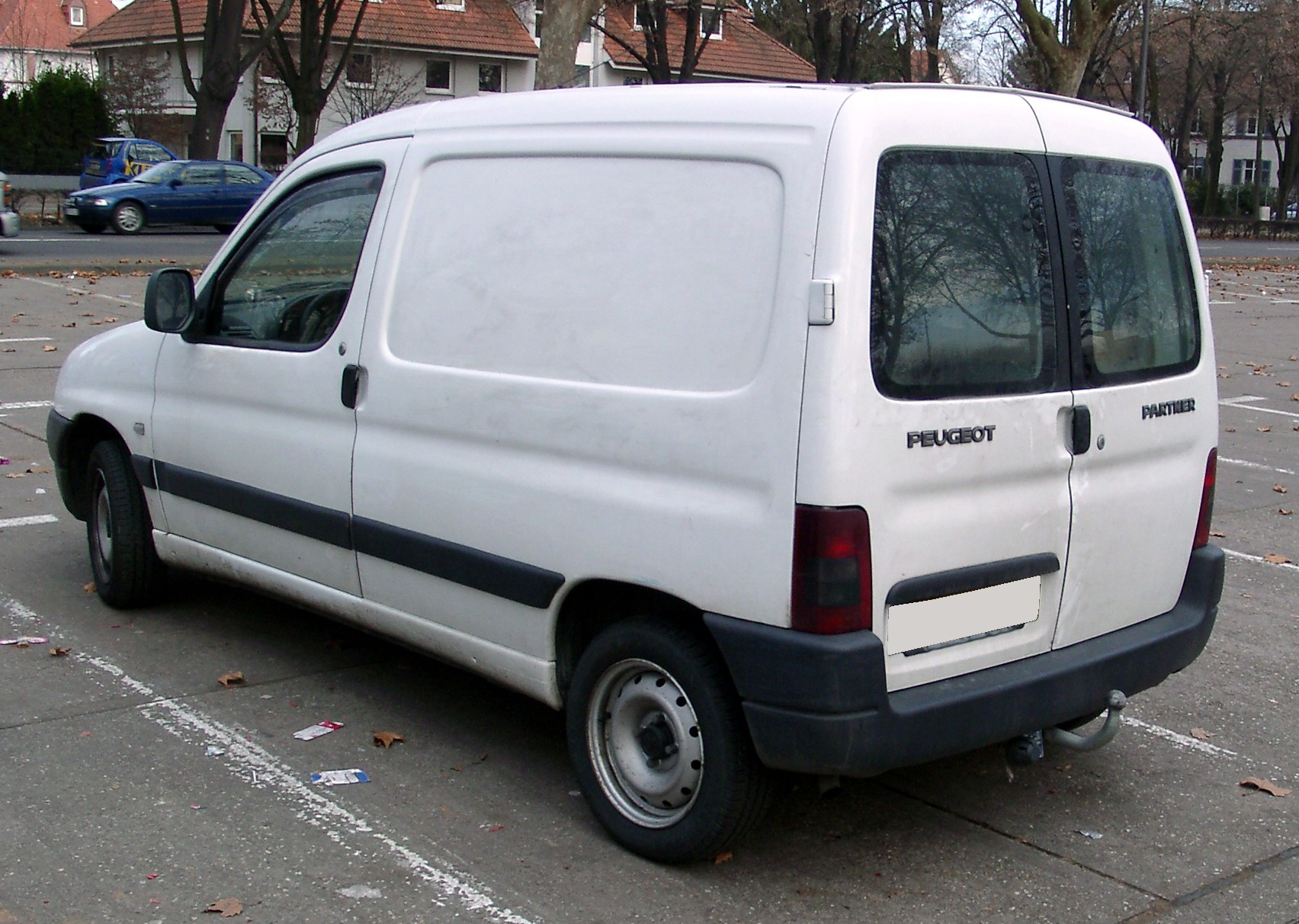
Peugeot Partner Kastenwagen (1996–2003)

Anfang 2003 erhielt der Partner ein Facelift, was ihm eine geänderte Front mit anderen Scheinwerfern bescherte. Zugleich führte Peugeot die gemäßigte Offroad-Varianten Escapade ein, die gegenüber der Standardausführung höhergelegt war und einen Unterfahrschutz für Motor und Antriebswellen sowie Schutzgitter vor den Scheinwerfern erhielt. In der Version Grande Escapade kam darüber hinaus ein automatisches Sperrdifferential (75 %) dazu.
Bis zum Jahre 2008 wurden europaweit 570.000 Einheiten vertrieben, damit war der Partner das beliebteste Fahrzeug seiner Klasse. Nach Erscheinen des Nachfolgers Partner Tepee wurde er unter dem Namen Partner Origin vertrieben.
Die Fertigung des Partner Origin lief zum Jahresende 2009 aus, während die des Escapade bereits im Frühjahr 2008 endete.

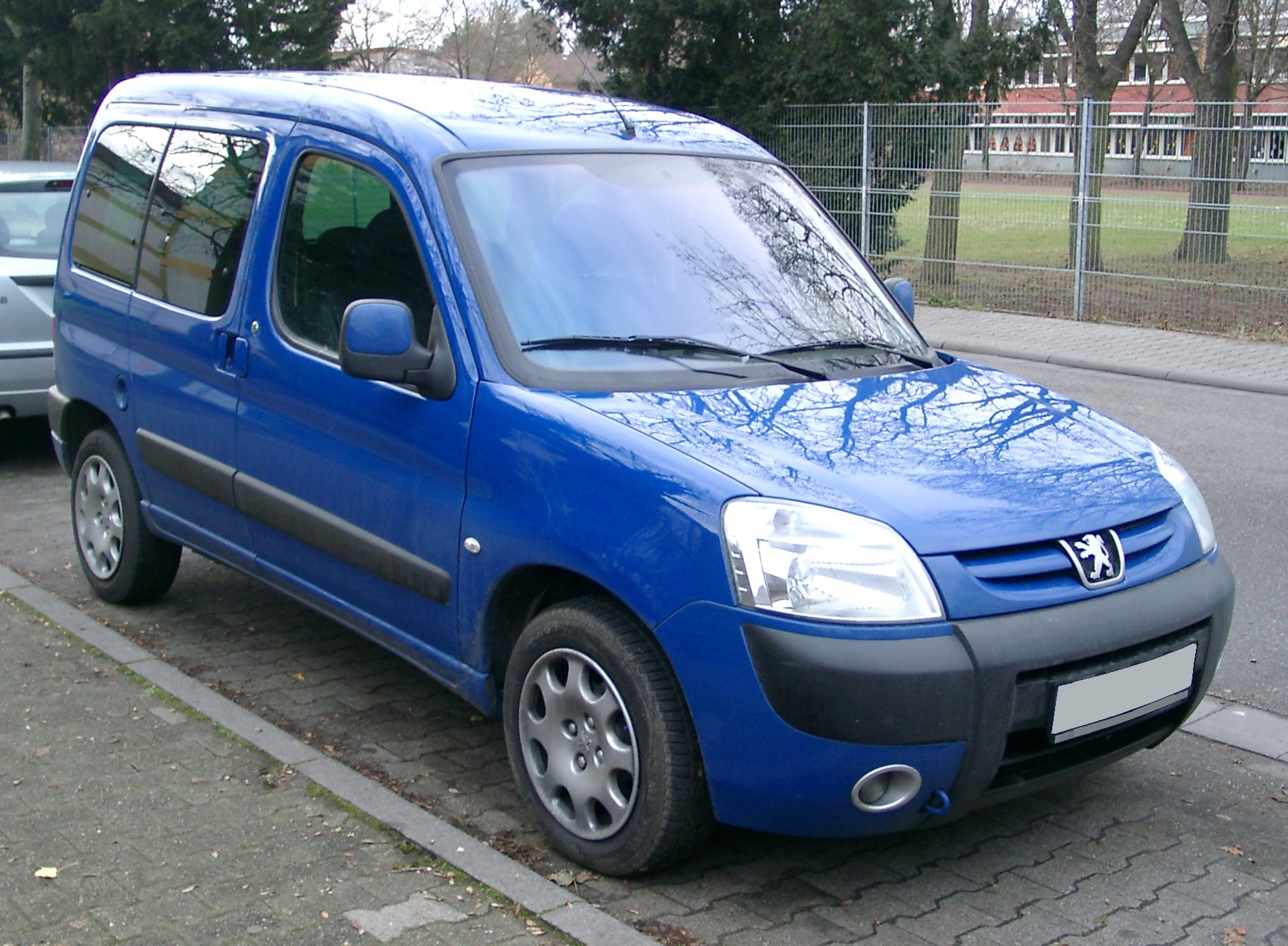
Peugeot Partner (2003–2009)
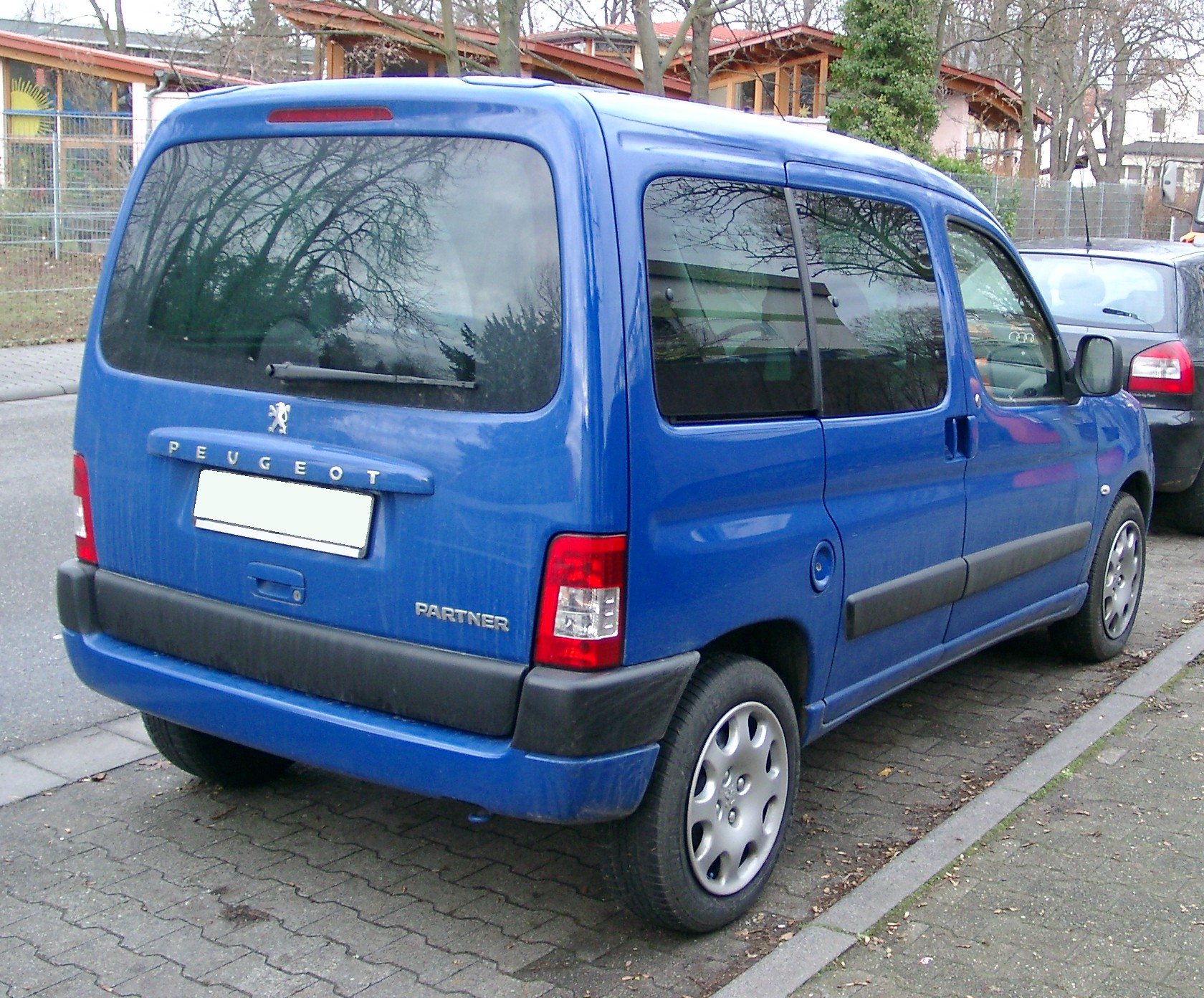
Heckansicht
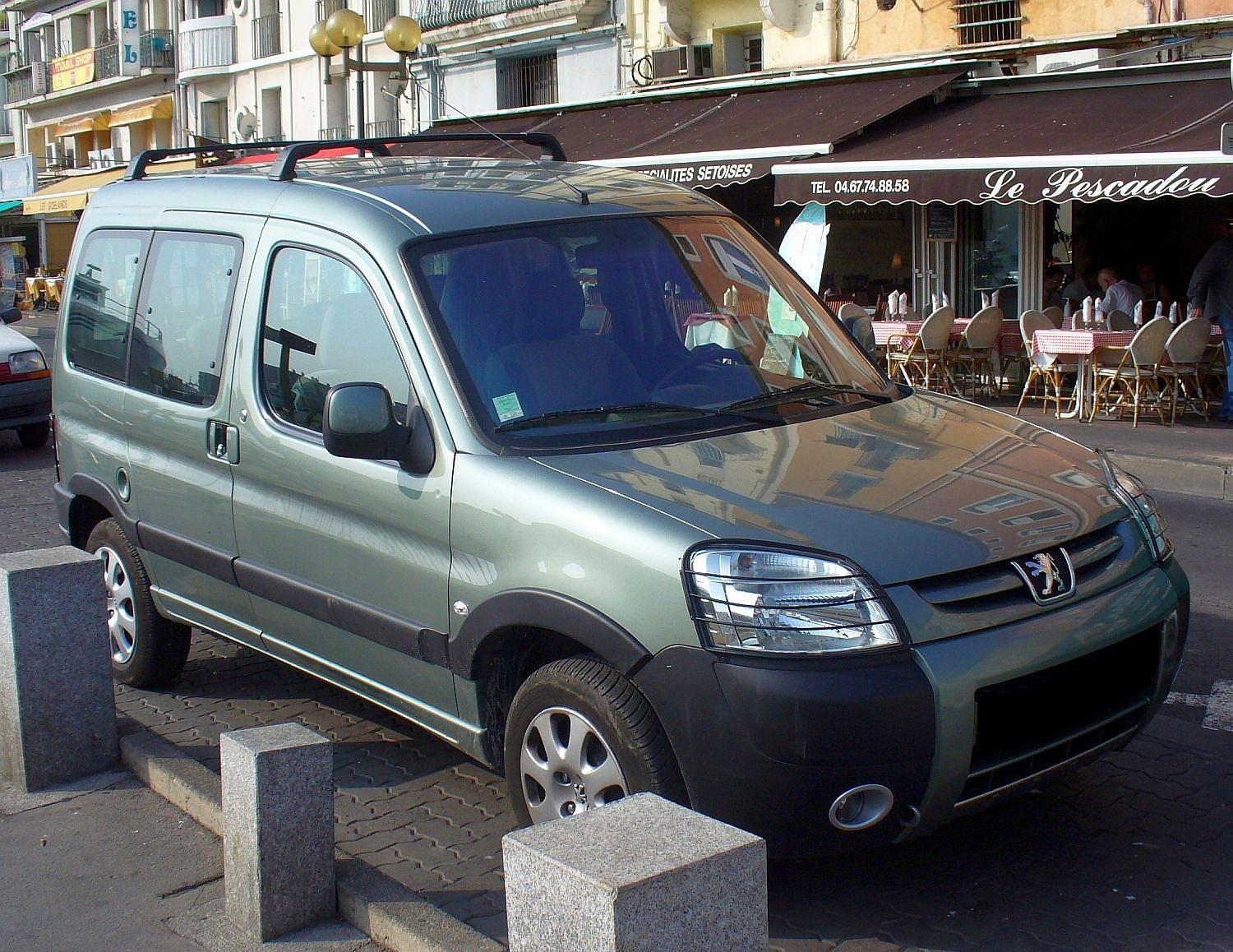
Peugeot Partner Grande Escapade (2003–2008)

### Partner Electric
Peugeot rüstete in den 1990er-Jahren zahlreiche Fahrzeuge mit Elektroantrieb aus. Angetrieben wurden sie von Gleichstrommotoren, als Traktionsbatterie wurden nasse Nickel-Cadmium-Akkumulatoren der Firma Saft verwendet.
2010 gewann die Firma Venturi eine Ausschreibung der französischen Post zur Anschaffung von Elektrotransportern. Venturi verbaut im Peugeot Partner und Citroën Berlingo einen Asynchronmotor mit 42 kW (57 PS) und 180 Newtonmeter, sowie den ZEBRA-Akkumulator.

## PartnerTepee(2008–2018)
| Sterne im Euro-NCAP-Crashtest (2014) |

Die zweite Generation des Partner kam unter dem Namen Tepee (Tipi) am 5. Mai 2008 auf den deutschen Markt. Markant sind an dem Fahrzeug vor allem die unlackierten Stoßfänger, die ihm das Aussehen eines SUVs verleihen sollen. Der Partner Tepee wurde wie sein Vorgänger im spanischen Vigo (Galicien) gebaut.
Dieser neue Partner Tepee basiert auf der Plattform des Citroën C4 und des Peugeot 308, genauso wie der ebenfalls wieder baugleiche Citroën Berlingo II. Er war sowohl als Hochdachkombi in einer Länge wie auch als Kastenwagen in zwei Längenformaten erhältlich. Der Radstand ist bei beiden Modellen gleich.
Für den Hochdachkombi waren wahlweise sechs Motoren erhältlich, davon drei Ottomotoren mit jeweils 1,6 Litern Hubraum und 66 kW (90 PS), 80 kW (109 PS) oder 88 kW (120 PS). Außerdem wurden drei Dieselmotoren mit 1,6 Litern Hubraum angeboten, von denen die beiden stärkeren ab Werk mit einem Rußpartikelfilter (FAP) ausgestattet sind. Diese erbringen mithilfe unterschiedlicher Motorsteuerungen Leistungen von 55 kW (75 PS), 66 kW (90 PS) und 80 kW (109 PS).
Für die Kastenwagen-Version wurden der 1,6-l-Ottomotor mit 66 kW (90 PS) und zwei Vierzylinder-Dieselmotoren mit 1,6 Litern Hubraum und ohne Rußpartikelfilter angeboten. Sie leisten 55 kW (75 PS) oder 66 kW (90 PS). Seit 2011 wurden die 1,6-Liter-Dieselmotoren auch als e-HDi-Modelle mit Start&Stopp-Funktion und Rußpartikelfilter angeboten.
Der Kofferraum des Hochkastenmodells fasst 505 Liter in der normalen Sitzkonfiguration. Durch Umklappen der zweiten Sitzreihe kann das Volumen auf bis zu 3000 Liter erweitert werden. Der Laderaum des Kastenwagens ist 3300 Liter groß.

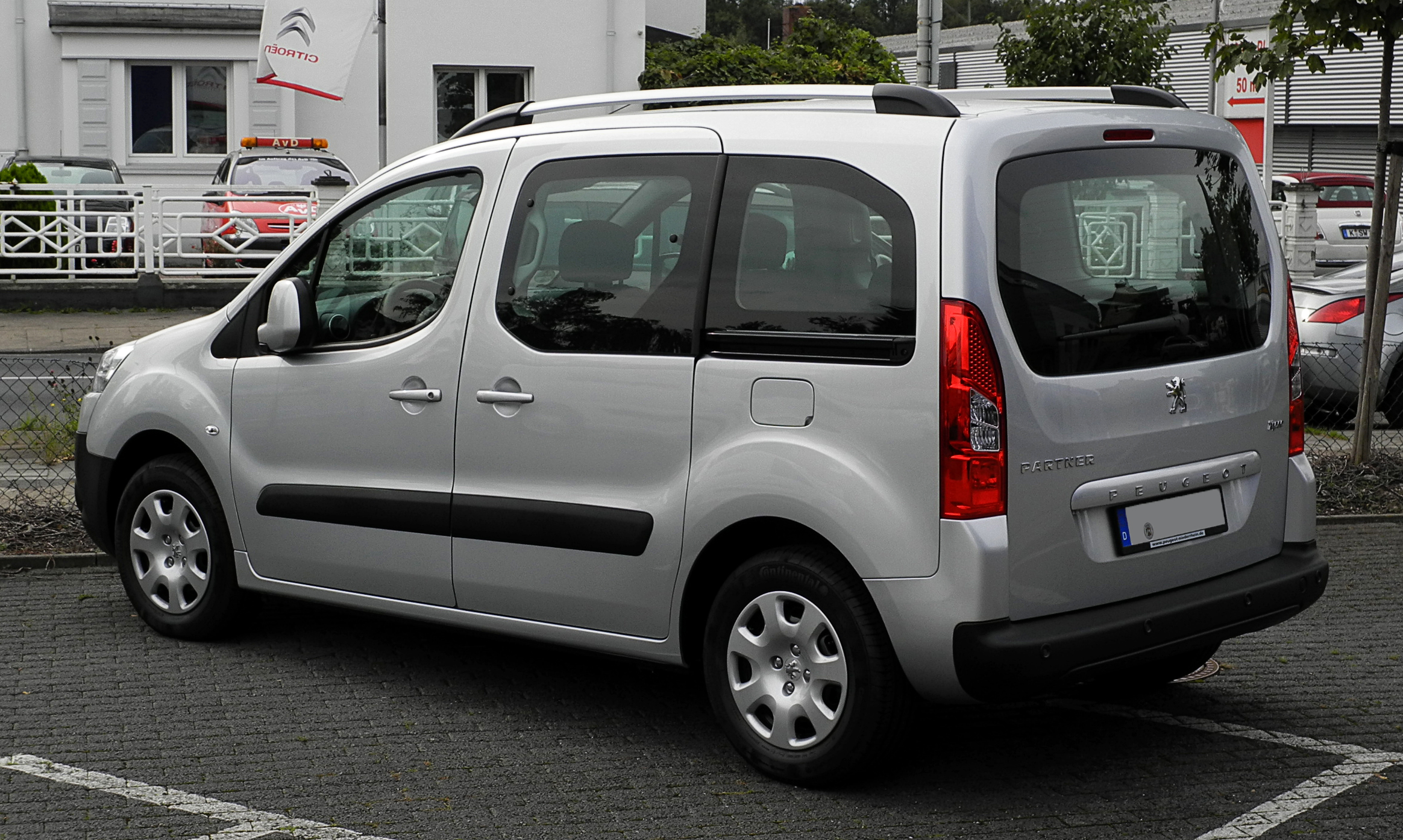
Heckansicht
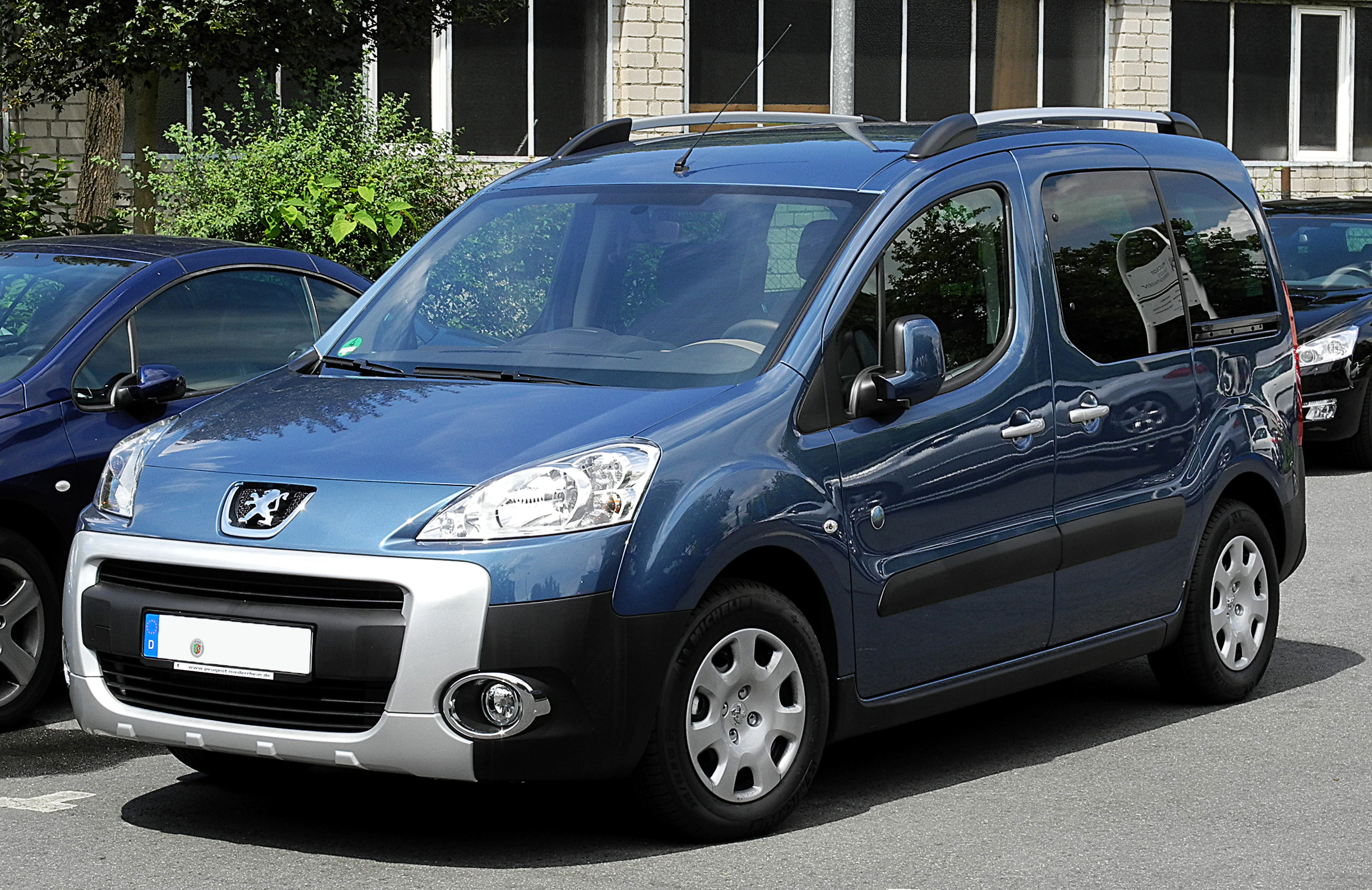
Peugeot Partner Tepee Outdoor (2008–2012)
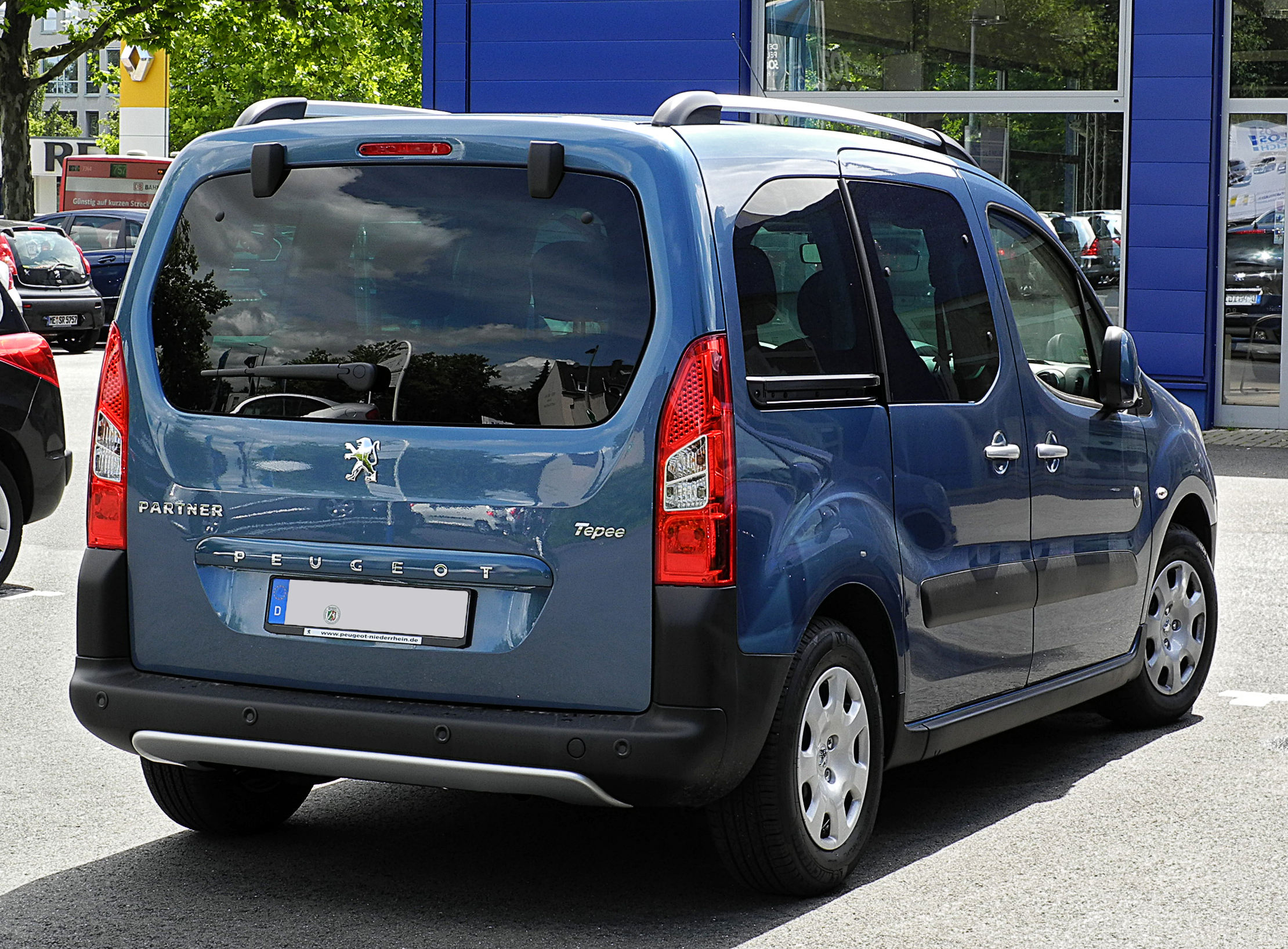
Heckansicht

Im April 2012 wurde der Partner technisch sowie äußerlich leicht verändert. So sind die Scheinwerfer nun etwas abgerundet und das Logo ist auf der Motorhaube angebracht. LED-Tagfahrlicht ist in den höheren Ausstattungsvarianten unterhalb der Scheinwerfer eingebaut. In der Kastenwagenversion war der aus dem Tepee bekannte 1,6-Liter-Dieselmotor mit 80 kW erhältlich.

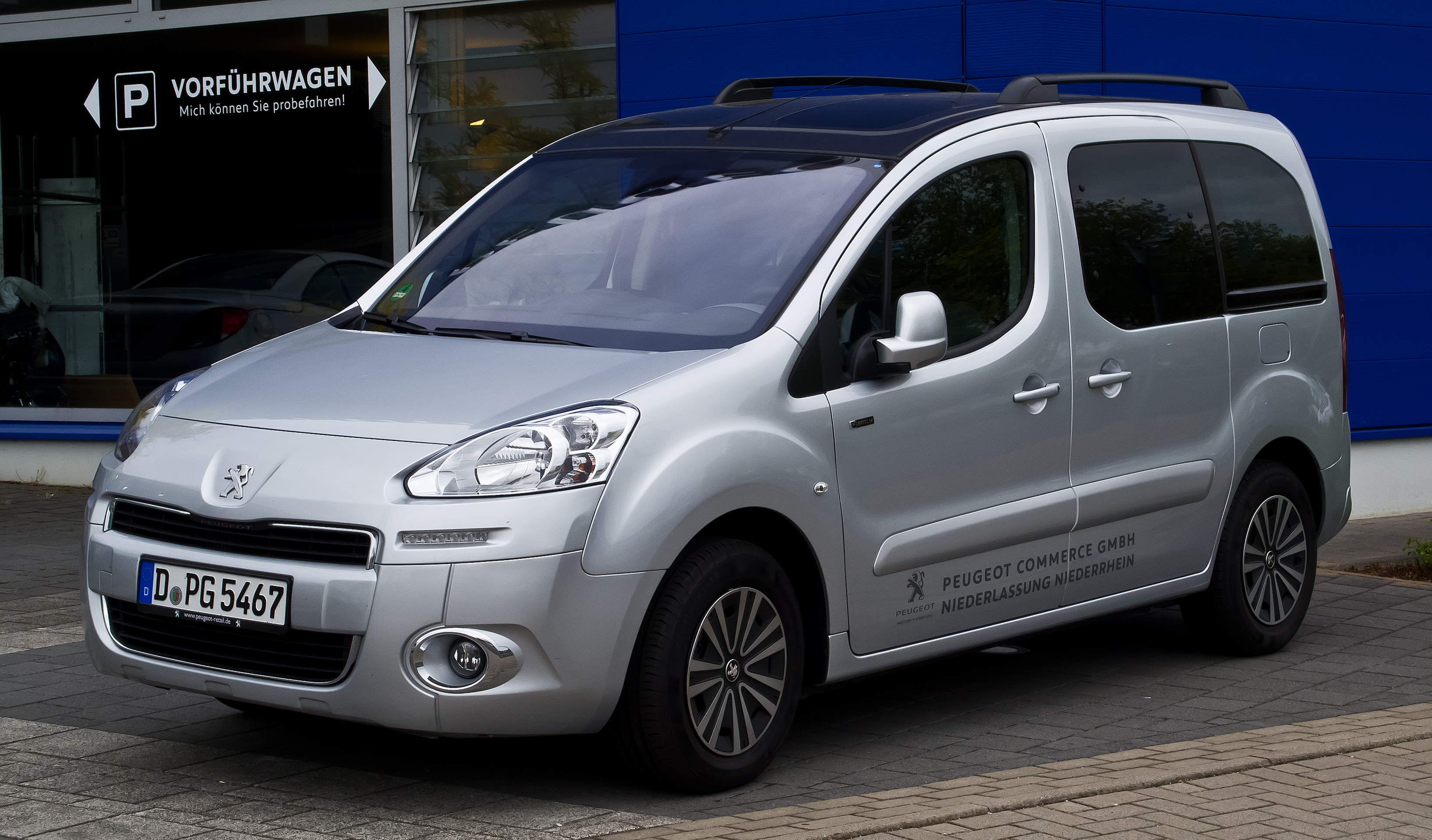
Peugeot Partner Tepee (2012–2015)
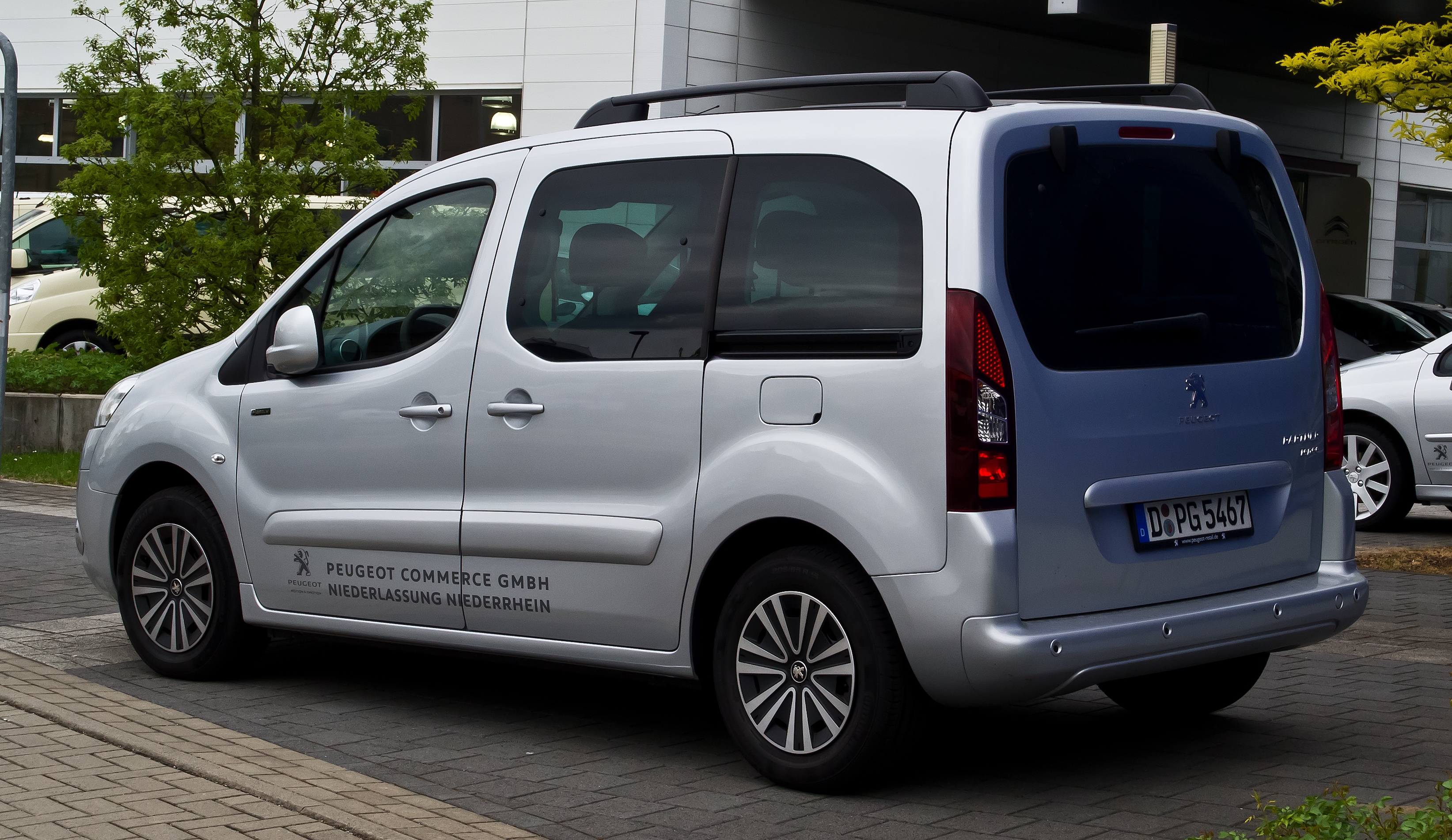
Heckansicht
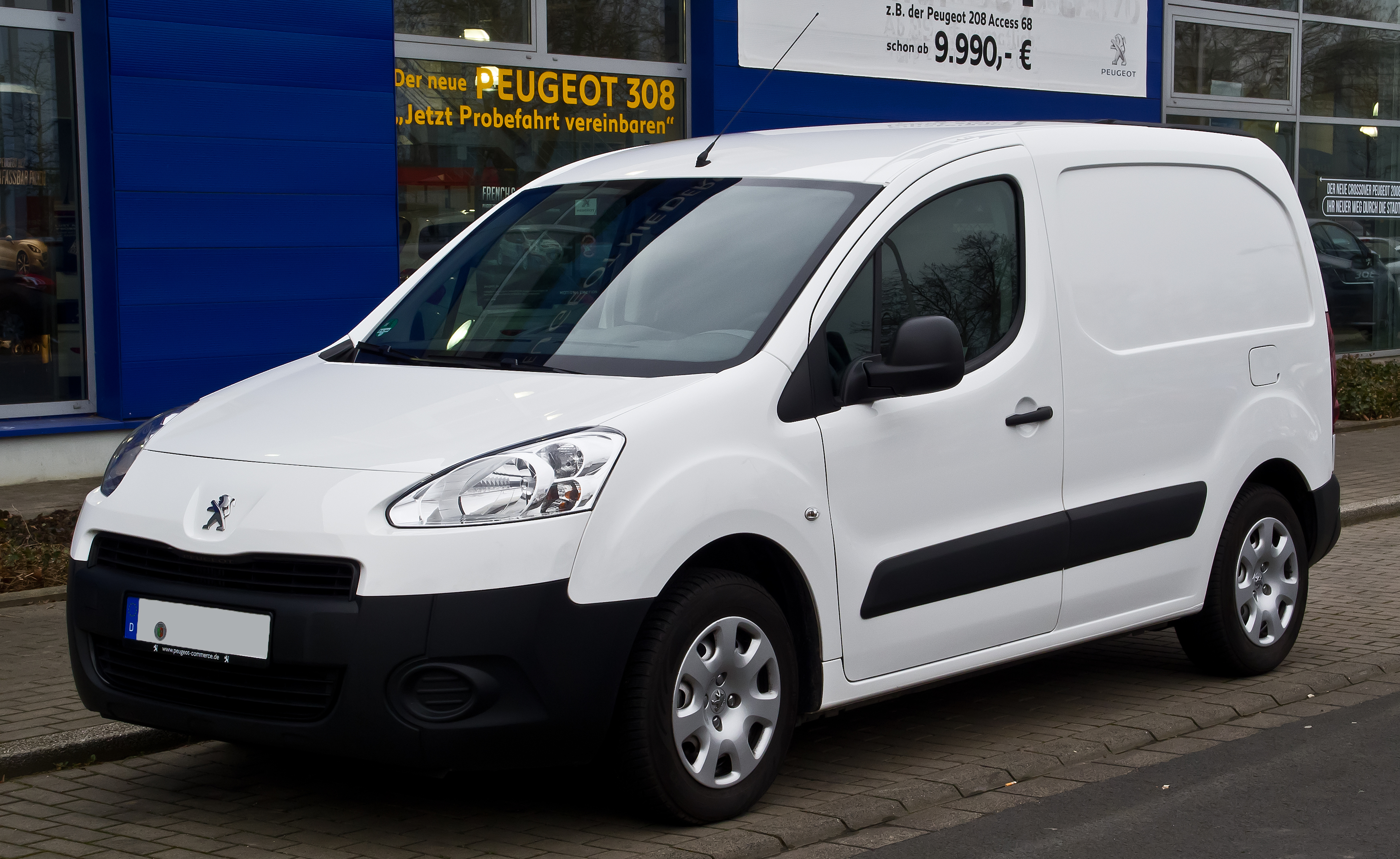
Peugeot Partner Kastenwagen (2012–2015)
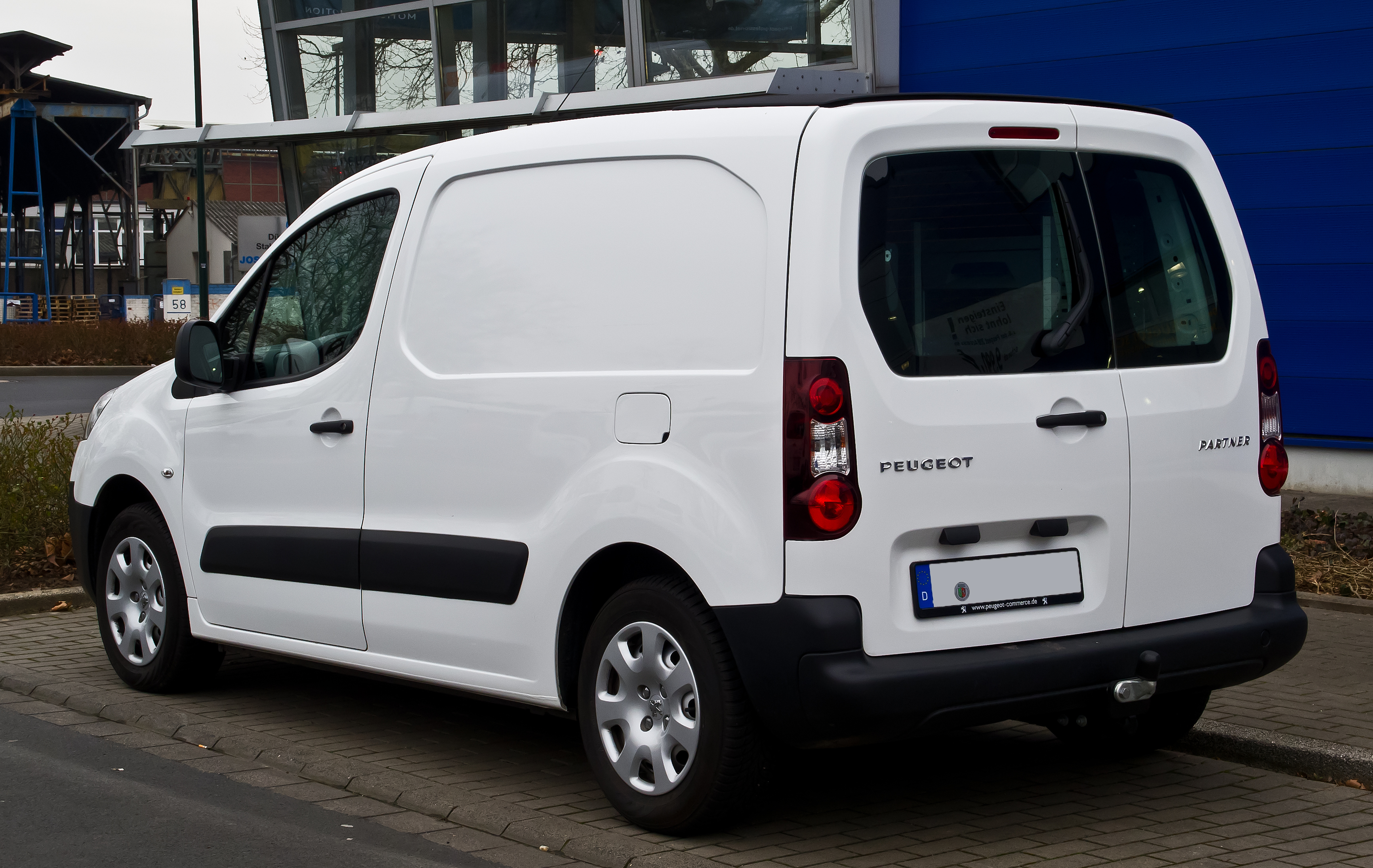
Heckansicht

Im September 2014 wurde der Partner um eine Elektroversion ergänzt, welche aber nur für Lieferwagen erhältlich war.

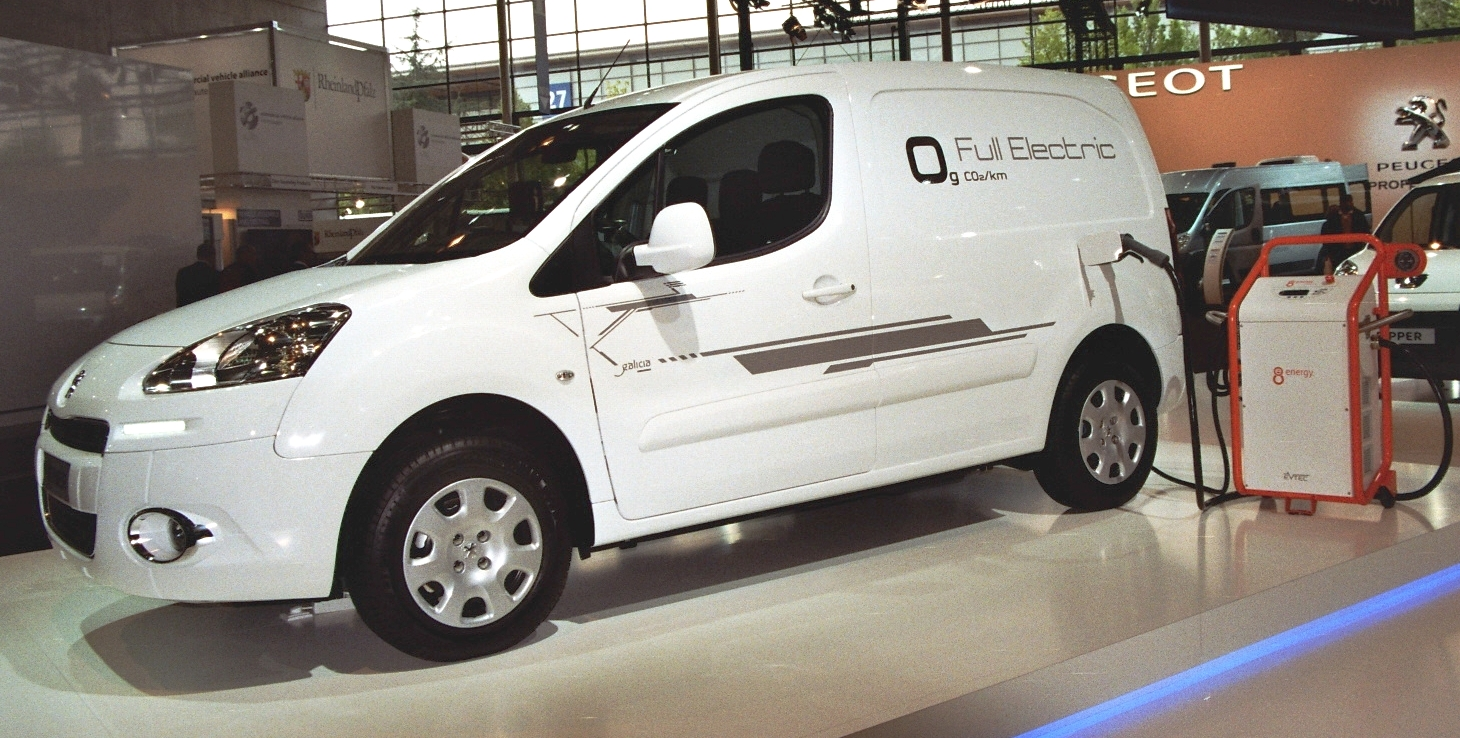
Peugeot Partner Electric

Im Jahr 2015 erhielt der Partner ein zweites Facelift; bei diesem wurde das Frontdesign an die aktuelle Peugeot-Designsprache angepasst. Darüber hinaus wurde ein Multimediasystem mit 7-Zoll-Touchscreen, ein City-Notbremsassistent, Rückfahrkamera und vordere Einparksensoren als zusätzliche Optionen eingeführt. Die Motoren wurde der Euro-6 Abgasnorm angepasst.

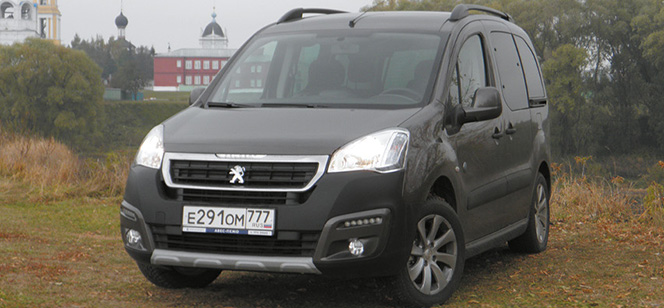
Peugeot Partner (2015–2018)

### Motorisierungen
| Motoren               | Motoren  | Motoren  | Motoren                   | Motoren           | Motoren    | Motoren               | Motoren         |
| --------------------- | -------- | -------- | ------------------------- | ----------------- | ---------- | --------------------- | --------------- |
| Modell                | Zylinder | Hubraum  | Leistung                  | Drehmoment        | 0–100 km/h | Höchstgeschwindigkeit | Bauzeit         |
| Benziner              |          |          |                           |                   |            |                       |                 |
| 1.6 VTi 90            | 4        | 1587 cm³ | 66 kW (90 PS) / 5800/min  | 132 Nm / 2500/min | 16,7 s     | 159 km/h              | 05/2008–07/2010 |
| 1.6 VTi 110           | 4        | 1587 cm³ | 80 kW (109 PS) / 5800/min | 147 Nm/4000/min   | 14,0 s     | 169 km/h              | 05/2008–11/2009 |
| 1.6 VTi 98            | 4        | 1598 cm³ | 72 kW (98 PS) / 6000/min  | 152 Nm / 3500/min | 12,8 s     | 170 km/h              | 07/2010–06/2018 |
| 1.6 VTi 120           | 4        | 1598 cm³ | 88 kW (120 PS) / 6000/min | 160 Nm / 4250/min | 13,4 s     | 177 km/h              | 11/2009–04/2016 |
| 1.2 PureTech 110      | 3        | 1199 cm³ | 81 kW (110 PS) / 5500/min | 205 Nm / 1500/min | 12,2 s     | 180 km/h              | 04/2016–03/2018 |
| Diesel                |          |          |                           |                   |            |                       |                 |
| 1.6 HDi 75 (FAP)*     | 4        | 1560 cm³ | 55 kW (75 PS) / 4000/min  | 185 Nm / 1500/min | 18,3 s     | 152 km/h              | 05/2008–04/2015 |
| 1.6 HDi 90 (FAP)      | 4        | 1560 cm³ | 66 kW (90 PS) / 4000/min  | 215 Nm / 1750/min | 15,9 s     | 160 km/h              | 05/2008–07/2010 |
| 1.6 e-HDi 90 (FAP)    | 4        | 1560 cm³ | 68 kW (92 PS) / 4000/min  | 230 Nm / 1750/min | 14,3 s     | 163 km/h              | 07/2010–04/2015 |
| 1.6 BlueHDi 100 (FAP) | 4        | 1560 cm³ | 73 kW (99 PS) / 3750/min  | 254 Nm / 1750/min | 12,4 s     | 166 km/h              | 04/2015–06/2018 |
| 1.6 HDi 110 (FAP)     | 4        | 1560 cm³ | 80 kW (109 PS) / 4000/min | 240 Nm / 1750/min | 14,3 s     | 173 km/h              | 05/2008–07/2010 |
| 1.6 HDi 110 (FAP)     | 4        | 1560 cm³ | 82 kW (112 PS) / 4000/min | 240 Nm / 1750/min | 13,9 s     | 173 km/h              | 07/2010–03/2012 |
| 1.6 HDi 115 (FAP)     | 4        | 1560 cm³ | 84 kW (114 PS) / 3600/min | 240 Nm / 1500/min | 12,1 s     | 173 km/h              | 04/2012–04/2015 |
| 1.6 BlueHDi 120 (FAP) | 4        | 1560 cm³ | 88 kW (120 PS) / 3500/min | 300 Nm / 1750/min | 11,4 s     | 174 km/h              | 04/2015–06/2018 |

*ab 2010 mit FAP

## Partner (seit 2018)
Der Peugeot Partner der dritten Generation ist ein Kastenwagen. Es gibt auch eine Version mit Doppelkabine. Die Pkw-Version wird als Peugeot Rifter vermarktet. Er ist baugleich mit dem Citroën Berlingo der dritten Generation, dem Fiat Doblò der dritten Generation, dem Opel Combo E und dem Toyota ProAce City. Gefertigt werden alle Versionen gemeinsam im PSA-Werk in Vigo (Spanien) sowie dem in Mangualde, Portugal. Eine überarbeitete Version des Partner debütierte im Oktober 2023.
Den batterieelektrisch angetriebenen e-Partner mit einer Reichweite von bis zu 275 km nach WLTP präsentierte Peugeot im Januar 2021. In den Handel kam er im Oktober 2021. Im Gegensatz zum Rifter, der seit Anfang 2022 nur noch als Elektroversion erhältlich ist, gibt es für den Partner z. B. als Peugeot Partner L2 FlexCab (5 Sitzplätze) nach wie vor Verbrennungsmotoren.

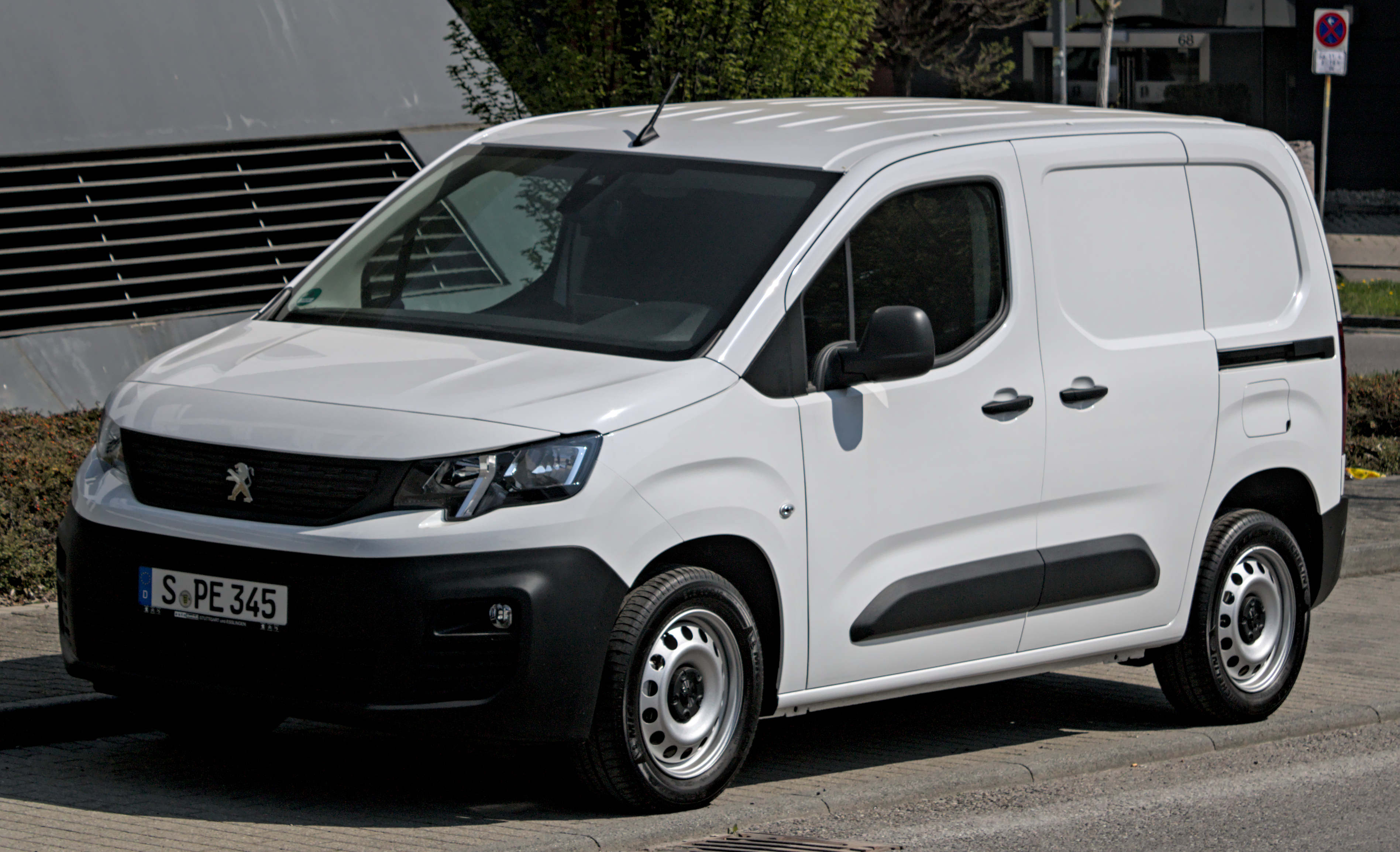
Peugeot Partner (2018–2023)
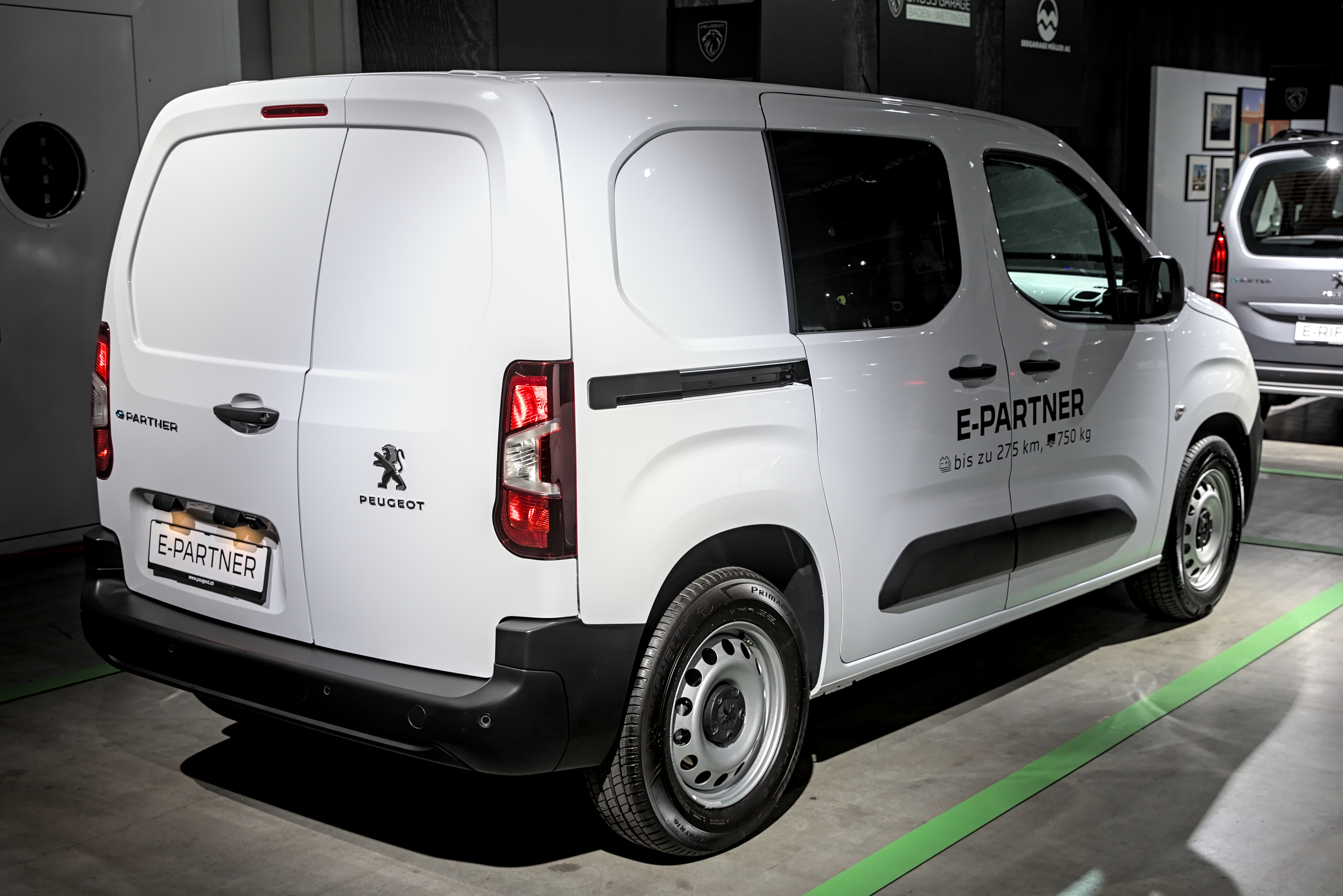
Peugeot e-Partner (2021–2023)

## Partner Rapid (seit 2022)
In Brasilien wurde die erste Partner-Generation bis 2021 gebaut. Dessen Nachfolgemodell ist der auf dem Fiat Fiorino (Typ 327) basierende Peugeot Partner Rapid.

## Motoren
- PSA-XU-Motor
- PSA-TU-Motor
- PSA-DV-Motor